# Honky Château

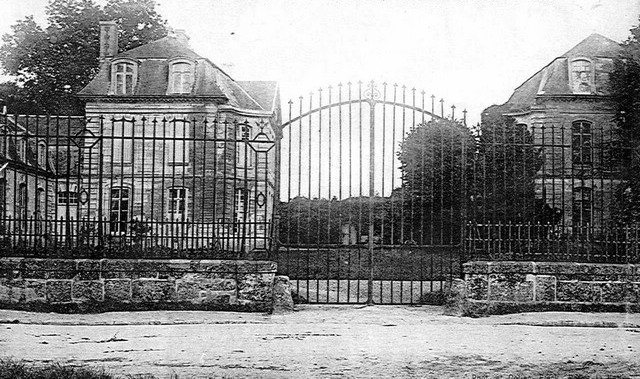
Schloss in Hérouville (Frankreich) aus dem 18. Jahrhundert, das in den 1970er Jahren ein "Wohnstudio" berühmter internationaler Künstler war.

Honky Château (deutsch etwa: Verrufenes Schloss) ist das fünfte Studioalbum des britischen Sängers und Komponisten Elton John.
Schon bald nach der Veröffentlichung von Madman Across the Water wollte der arbeitswütige John sein nächstes Projekt starten. In diesem Zusammenhang riet ihm sein Steuerberater, zukünftige Alben aus fiskalischen Gründen besser nicht in Großbritannien aufzunehmen. Es gab im damaligen Europa auch außerhalb Großbritanniens moderne Aufnahmestudios. Aber kaum ein britischer Künstler hatte je auch nur darüber nachgedacht, diese zu nutzen. Vielversprechend war eine Idee von Johns Produzenten Gus Dudgeon: 40 Kilometer nördlich von Paris befand sich ein Studio, das nur Strawberry genannt wurde und im Château d’Hérouville aus dem 17. Jahrhundert untergebracht war. John fuhr zu dem Schloss und war mehr als begeistert. Später erinnerte er sich: „Es war in der Mitte von Nirgendwo, mit Schwimmbad und Tennisplatz. Du konntest in einem Raum mit Kerzenleuchtern aus dem 13. Jahrhundert deine Aufnahmen machen, mit Blick auf endlose Felder.“

## Hintergrund
John spürte, dass er mit seiner bisherigen Besetzung, er selbst als Sänger am Klavier, Dee Murray am Bass und Nigel Olsson am Schlagzeug, an künstlerische Grenzen stieß. Sein Produzent Dudgeon stellte John den Schotten und Gitarristen Davey Johnstone vor. John war so beeindruckt von dessen Gitarrenspiel, dass er ihn – entgegen seiner bisherigen Vorgehensweise – ohne Absprache mit den beiden anderen in seine Band holte. Mit Blick auf die Aufteilung der Konzerterträge innerhalb der Band und der damit verbundenen Einkommensreduzierung für jeden einzelnen von ihnen, stellten Murray und Olsson John zur Rede. Der ließ sich jedoch nicht beirren und sagte, jeder könne selbst entscheiden, ob er gehen oder bleiben wolle.
Bernie Taupin schrieb die Texte für die Lieder in Topgeschwindigkeit auf seinem Zimmer im Château. Den fertigen Text erhielt John direkt ans Klavier gebracht und er komponierte in zwanzig Minuten die Melodie dazu. Die Band probte das Lied innerhalb einer Stunde und am gleichen Nachmittag wurde der Titel fertig eingespielt. Nach nur drei Wochen waren die Aufnahmen komplett abgeschlossen und das Abmischen konnte in London beginnen.
Der kommerziell erfolgreichste Titel des Albums wurde Rocket Man. Während das Lied in Österreich und der Schweiz gar nicht in den Single-Charts auftauchte, erreichte es in Deutschland Platz 18, in den USA Platz 6 und in UK sogar Platz 2. Damit wurde Rocket Man für John zum lange erwarteten Hit.
Das Album selbst wurde in Deutschland immerhin auf Platz 43 gelistet, in UK schob es sich bis auf einen hervorragenden Platz 2. In den USA jedoch marschierte Johns Langspielplatte geradewegs auf den ersten Platz, als erstes von sechs Studioalben in Folge sowie einer „Best-of“-Zusammenstellung und wurde damit der wohl wichtigste Meilenstein in seiner Karriere.

## Rezension
Für Robert Christgau war Honky Château Johns Wandlung vom gefährlichen Angeber zum angesehenen Profi.
Johns musikalische Bandbreite legte bewundernswert zu und Taupins lyrische Fähigkeiten fanden mehr und mehr Anerkennung. Das Ergebnis war ein rundum gelungenes Album, das deutlich über den anderen Veröffentlichungen jener Zeit gesehen wurde.

## Titelliste
Für alle Titel komponierte Elton John die Musik, die Texte schrieb Bernie Taupin, sofern kein anderer Hinweis gegeben wird.

### LP und CD

#### Seite 1
1. Honky Cat – 5:13
2. Mellow – 5:32
3. I Think I’m Going to Kill Myself – 3:35
4. Susie (Dramas) – 3:25
5. Rocket Man (I Think It’s Going to Be a Long, Long Time) – 4:45

#### Seite 2
1. Salvation – 3:58
2. Slave – 4:22
3. Amy – 4:03
4. Mona Lisas and Mad Hatters – 5:00
5. Hercules – 5:20

### Bonustitel auf Wiederveröffentlichungen (1995 Mercury und 1996 Rocket)
1. Slave (Alternate Take) – 2:53

Honky Château wurde auch als „Hybrid SACD“ im 5.1-Mix veröffentlicht.

## Besetzung
- Elton John – Gesang, Klavier, Keyboards
- Davey Johnstone – Akustische Gitarre, E-Gitarre, Banjo, Mandoline, Steel-Guitar, Begleitgesang (Titel 3, 5, 6, 8, 10)
- Dee Murray – Bass-Gitarre, Begleitgesang (Titel 3, 5, 6, 8, 10)
- Nigel Olsson – Schlagzeug, Begleitgesang (Titel 3, 5, 6, 8, 10)

## Weitere Musiker
- Jason Barnhart – Trompete
- Jacques Bolognesi – Posaune
- Jean-Louis Chautemps, Alain Hatot – Saxophon
- Jean-Luc Ponty – Elektrische Violine
- „Legs“ Larry Smith – Step-Tanz
- David Hentschel – Synthesizer (Titel 5, 10)
- Ray Cooper – Congas (Titel 8)
- Gus Dudgeon – Rhino Whistle, Begleitgesang (Titel 10)
- Madeline Bell, Liza Strike, Larry Steel, Tony Hazzard – Begleitgesang (Titel 6)

## Produktion
- Produzent: Gus Dudgeon
- Toningenieur: Ken Scott
- Mastering Engineer: “Legs” Larry Smith
- Remastering: Tony Cousins
- Editing: Gus Skinas
- Digitaler Transfer: Ricky Graham
- Surround Sound: Greg Penny
- Metallbläser-Arrangement: Gus Dudgeon
- Cover-Photo: Ed Caraeff
- Album-Cover-Text: John Tobler

## Charts und Chartplatzierungen

### Album
| ChartsChartplatzierungen       | Höchstplatzierung | Wochen |
| ------------------------------ | ----------------- | ------ |
| Deutschland (GfK)              | 43 (2 Wo.)        | 2      |
| Schweiz (IFPI)                 | 99 (1 Wo.)        | 1      |
| Vereinigtes Königreich (OCC)   | 2 (23 Wo.)        | 23     |
| Vereinigte Staaten (Billboard) | 1 (62 Wo.)        | 62     |

### Singleauskopplungen
| Jahr | Titel                                                   | Höchstplatzierung, Gesamtwochen, AuszeichnungChartplatzierungen (Jahr, Titel, , Platzierungen, Wochen, Auszeichnungen, Anmerkungen) | Höchstplatzierung, Gesamtwochen, AuszeichnungChartplatzierungen (Jahr, Titel, , Platzierungen, Wochen, Auszeichnungen, Anmerkungen) | Höchstplatzierung, Gesamtwochen, AuszeichnungChartplatzierungen (Jahr, Titel, , Platzierungen, Wochen, Auszeichnungen, Anmerkungen) | Anmerkungen                          |
| Jahr | Titel                                                   | DE | UK | US | Anmerkungen                          |
| ---- | ------------------------------------------------------- | --- | --- | --- | ------------------------------------ |
| 1972 | Rocket Man (I Think It’s Going to Be a Long, Long Time) | DE18 (11 Wo.)DE | UK2 (15 Wo.)UK | US6 (15 Wo.)US | Erstveröffentlichung: 17. April 1972 |
| 1972 | Honky Cat                                               | DE41 (1 Wo.)DE | UK31 (6 Wo.)UK | US8 (10 Wo.)US | Erstveröffentlichung: 31. Juli 1972  |

## Auszeichnungen für Musikverkäufe
| Land/Region                  | Auszeichnungen für Musikverkäufe (Land/Region, Auszeichnung, Verkäufe) | Verkäufe  |
| ---------------------------- | ---------------------------------------------------------------------- | --------- |
| Vereinigte Staaten (RIAA)    | Platin                                                                 | 1.000.000 |
| Vereinigtes Königreich (BPI) | Silber                                                                 | 1.000.000 |
| Insgesamt                    | 1× Silber · 1× Platin ·                                                | 2.000.000 |

Hauptartikel: Elton John/Auszeichnungen für Musikverkäufe